# 二木静美
二木 静美（にき しずみ、9月20日 - ）は、日本の女性声優。青二プロダクション所属。長野県出身。

## 人物
青二塾東京校16期卒業。
趣味はドラマ、映画鑑賞。特技はフラワーアレンジメント。

## 出演

### テレビアニメ
1997年
- ドラゴンボールGT（老婆）

1998年
- 遊☆戯☆王（本田の母）
- ロードス島戦記-英雄騎士伝-

1999年
- ∀ガンダム（夫人A）

2003年
- 犬夜叉（奥方）
- TEXHNOLYZE（鎌田江里子〈ドク〉）

2004年
- クロノクルセイド（サテラの母）

2006年
- おとぎ銃士 赤ずきん（サンドリヨンの部下の魔女）

### 劇場アニメ
2001年
- ONE PIECE ねじまき島の冒険（洋服屋のオババ）

### ゲーム
1998年
- 星の丘学園物語 学園祭（広瀬美咲、山田美根子）
- みさきアグレッシヴ!（閂命、花菱麗）

1999年
- 奏（騒）楽都市OSAKA（富田林育華、リズィ・クーラーズ）
- グローランサー（サンドラ・フォルスマイヤー）
- SIMPLE1500シリーズ Vol.36 THE 恋愛シミュレーション 〜夏色セレブレーション〜（神崎千鶴）

### 特撮
- 魔法戦隊マジレンジャー（合体冥獣人キマイラ(右肩のカメレオン)の声）

### その他
- 情報プレゼンター とくダネ!（生ナレーション）
- どうーなってるの?!（生ナレーション）
- 炎のチャレンジャーSP（72時間耐久絶食で食べ物の朗読（顔出し））
- 青山二丁目劇場「そう、人は外見ではない」（老婆）
- ハイビジョン特集 (ボイスオーバー）